# In utero
In utero (latin för "i livmodern") används inom medicin för att beteckna sådant som sker inne i livmodern, både ett fosters utvecklingsfas under dess tid i livmodern, och även till exempel medicinska behandlingar som utförs på foster i livmodern. 